# Rozalia Szumska
Rozalia Szumska (ur. 1856, zm. 12 października 1916) – działaczka społeczna, religijna wsi, nauczycielka oraz pierwsza przełożona generalna Zgromadzenia Sióstr Służek Najświętszej Maryi Panny Niepokalanej.

## Życiorys
Rozalia Szumska pochodziła ze wsi Wymyślin w parafii Stara Wrona, gmina Załuski, około 12 km od Zakroczymia w powiecie płońskim. Jej rodzina należała do zubożałej szlachty. Była jedną z penitentek błogosławionego o. Honorata Koźmińskiego. Aby zapoznała się z życiem zakonnym o. Koźmiński skierował ją do klasztoru kapucynek w Przasnyszu wraz z dziewczętami: Grabską i Lewandowską. Szumska została przyjęta do nowicjatu 6 czerwca 1878 r. Gdy wkrótce władze rządowe zlikwidowały nowicjat w Przasnyszu, Rozalia Szumska wraz z dziewczętami wróciły do swoich rodzin. Szumska organizowała więc spotkania dla kobiet, prowadziła katechezy oraz formację duchową. Częste wizyty nowych osób, zaczęły budzić podejrzenia policji carskiej, ponieważ spotkania o charakterze religijnym i narodowym były wówczas zakazane. Szumska postanowiła zmienić miejsce zamieszkania i wynajęła pokój w Zakroczymiu.
Tam wraz z innymi dziewczętami, spotykały się na katechezie i odmawianiu różańca, oraz korzystając ze spowiedzi u kapucynów przystępowały do Komunii św. W 1878 r. (rok po objawieniach w Gietrzwałdzie) w dniu Matki Bożej Różańcowej – złożyła z Grabską i Lewandowską akt oddania się na służbę Bogu, który jest uznawany za początek Zgromadzenia. Wraz ze swoją zastępczynią J.Gorzkowską, jeszcze w czasie objawień odbyła pielgrzymkę do Gietrzwałdu, aby prosić Matkę Bożą o błogosławieństwo dla Zgromadzenia. Szumska nadal prowadziła spotkania dla kobiet, naukę katechizmu, wspólną modlitwę, nabożeństwa różańcowe a dla chętnych wprowadzenie do ukrytego życia zakonnego. W 1882 r. zrezygnowała z roli przełożonej i wróciła do domu rodzinnego, ponieważ z powodu widocznego ruchu kobiet wokół niej, policja zaczęła prowadzić śledztwo i przesłuchania. Szumska została następnie wybrana na prowincjalną w Łomży a później na mistrzynię nowicjatu w Pułtusku. W 1894 r. gdy należała do zarządu Zgromadzenia, szczególnie dbała o formację sióstr mieszkających przy rodzinach.
Zmarła 12 października 1916 r. i została pochowana w rodzinnej parafii Wrona.